# Von einem, der auszog, das Fürchten zu lernen (2014)
Von einem, der auszog, das Fürchten zu lernen ist ein deutscher Märchenfilm von Tobias Wiemann aus dem Jahr 2014. Er beruht auf dem gleichnamigen Märchen der Brüder Grimm und wurde von Radio Bremen sowie vom NDR und MDR für die ARD-Reihe Sechs auf einen Streich produziert.

## Handlung
Michel, der Sohn eines Töpfers, scheint keine Furcht empfinden zu können. Nichts kann ihn erschrecken. Sein Bruder Caspar ist davon nur genervt, doch sein Vater macht sich Sorgen, da er Furcht für eine überlebenswichtige Fähigkeit hält. Doch auch der Versuch des dazu bestochenen Pfarrers, Michel nachts beim Wachdienst auf dem Turm zu Tode zu erschrecken, bleibt erfolglos.
Auf einem Waldspaziergang verliebt sich Michel in die burschikose und selbstbewusste Elisabeth, die ihm sicherheitshalber als erstes ihr Messer an die Kehle setzt, und schenkt ihr zum Beweis dafür, dass er Töpfer und nicht Räuber ist, eine selbstgetöpferte Tonpfeife. Wie sich herausstellt, ist sie eine Prinzessin, deren Vater sein Schloss an die Geisterwelt verloren hat. Er hat seine Tochter dem Ritter versprochen, der den Fluch über dem Schloss bricht, obwohl sie sich energisch weigert, als Preisgeld zu dienen. Die es bislang versucht haben, haben alle ihren Verstand dabei verloren.
Als Michel zu Hause von der Begegnung erzählt, erntet er Spott: Eine Prinzessin werde nie jemanden heiraten, der sich nicht einmal fürchten kann. Daher verlässt er seine Familie und geht auf Wanderschaft, um das Fürchten zu erlernen.
In einem verwunschenen Moor begegnen ihm Irrlichter und zwei Moorleichen, aber nichts davon jagt ihm Angst ein. Zum Abend kehrt er in einem Wirtshaus ein und hört dort von dem verfluchten Schloss. Er meldet sich beim König und bittet darum, sein Glück versuchen zu dürfen. Elisabeth erkennt ihn sofort wieder und versucht ihn davon abzubringen, weil sie Angst um ihn hat. Doch Michel lässt sich nicht beirren und begibt sich in das Spukschloss, in dem er es eine Nacht hindurch aushalten muss, um den Fluch zu brechen. Elisabeth gibt ihm die geschenkte Tonpfeife wieder mit.
Im Schloss begegnet Michel einigen wundersamen Gestalten, aber keine davon kann ihn erschrecken. Er verbringt die Nacht in einem der vielen Zimmer. Dort erscheint ihm Tiamat, die Herrscherin der Geister und Dämonen. Sie gibt ihm ein Rätsel auf und droht, ihn mit in die Geisterwelt zu nehmen, wenn er es nicht lösen kann. Als er es löst, verschwindet Tiamat und zaubert ihn in eine Spiegelwelt, aus der er fast keinen Ausgang findet, bis er auf seiner Tonpfeife bläst, die alle Spiegel zerspringen lässt. Michel hat das Schloss vom Spuk befreit. Glücklich fallen sich er und die herbeigeeilte Prinzessin in die Arme.
Als sie am Abend beide zu Bett gehen wollen und Michel es sich schon bequem gemacht hat, schüttet Elisabeth eine glitschige Flüssigkeit über ihm aus, und erschrocken springt er aus dem Bett. So hat ihm seine Frau am Ende das Gruseln doch noch beibringen können. Nachdenklich stellt er dann fest, dass ihm dieses Gefühl schon seit der ersten Begegnung mit Elisabeth bekannt war – er hatte Angst, sie würde nicht auf ihn warten.

## Hintergrund
Die Dreharbeiten fanden vom 24. Juni 2014 bis zum 11. Juli 2014 statt. Drehorte waren u. a. in Sachsen-Anhalt auf Schloss Neuenburg bei Freyburg (Unstrut) und in der Landesschule Pforta, in und bei Bremen (Schnoor und Knoops Park und Teufelsmoor) sowie in Fischerhude.
Von einem, der auszog, das Fürchten zu lernen erschien am 13. November 2014 auf DVD, die Fernseh-Erstausstrahlung erfolgte am 26. Dezember 2014.

## Abweichungen zur Literaturvorlage
Die Verfilmung hält sich grundsätzlich an die Grimmsche Fassung, stellt aber einiges um. Bei Grimm gibt es etwa keine Begegnung mit der Prinzessin vor dem Auszug des Jungen. Die Geschichte der Übernachtung unter dem Galgen wird hier durch eine Nacht im Moor ersetzt. Die gescheiterten Kandidaten verlassen bei Grimm das Schloss nicht mehr, hier verlieren sie „nur“ ihren Verstand. Des Weiteren muss Michel in der Literaturvorlage (wo er keinen Namen hat) nicht nur eine, sondern drei Nächte im Schloss verbringen, um den Spuk zu beenden, und nimmt dazu drei Dinge mit, die ihm der König bereitstellen lässt und von denen er in jeder Nacht eines braucht. Hier braucht er nur die Pfeife, die es bei Grimm nicht gibt. Am Ende werden ihm von seiner Frau Fische ins Bett geschüttet, was im Film durch eine glibberige Flüssigkeit ersetzt wurde.

## Kritik
Rainer Tittelbach von tittelbach.tv meint zu diesem Film: „‚Von einem, der auszog, das Fürchten zu lernen‘ steht in der Tradition der dunklen Gebrüder-Grimm-Märchen. Das Motiv der Furcht wird in verschiedenen Varianten durchgespielt; der Subtext besitzt dadurch eine große psychologische und philosophische Tiefe. Das Sichfürchten als Überlebensstrategie, aber auch als Quelle für das Gefühl der Liebe, das ist die Grundidee auch der ARD-Verfilmung. Die Vielschichtigkeit des Stoffs setzt sich in der angemessenen Modernisierung fort: insbesondere die Geschlechter- und Generationenbilder, die der Film zeichnet, umschiffen die altbackenen Klischees und besitzen einen heutigen Ton. Vor allem auch inszenatorisch ist der Film von Tobias Wiemann auf der Höhe der Zeit.“

## Auszeichnungen
Anfang Juni 2015 gewann Isolda Dychauk im Rahmen des 23. Deutschen Kinder-Medien-Festivals Goldener Spatz den Preis als „Bester Darsteller/-in“ für ihre Rolle der Prinzessin Elisabeth.
Im Oktober 2015 gewann der Film beim 23. Kinderfilmfest in Dresden den Preis als „beste Kinolino-Kinderfilmpremiere“. Die Kinderjury verlieh ihm das Prädikat „besonders empfehlenswert“.
Der Film war zudem beim Internationalen Filmfestival Schlingel in der Kategorie „Blickpunkt Deutschland“ nominiert.